# Domenico Magri
Domenico Magri, en latin Macer (La Vallette, 28 mars 1604 - Viterbe, 4 mars 1672), est un théologien et littérateur maltais.

## Biographie
Né en 1604 à La Valette, dans l’île de Malte, après avoir terminé ses études, reçut les ordres mineurs, et fut envoyé près d’un de ses oncles, professeur en droit à Palerme ; mais ne se sentant aucun goût pour la jurisprudence, il obtint de son père la permission d’aller faire son cours de philosophie à Rome. Tandis qu’il était encore sur les bancs, il fut envoyé par le cardinal Orsini près du patriarche des maronites, pour le désabuser sur le traitement que recevaient les élèves de cette nation ; et il conduisit cette affaire avec une prudence qu’on ne devait guère attendre de son âge. Ses cours terminés, il revint à Malte ; mais il en fut rappelé au bout de quelque temps pour travailler à l’édition de la Bible arabe. Il obtint en 1654 la théologale du chapitre de Viterbe ; et il mourut en cette ville le 4 mars 1672. C’est à Magri qu’on doit la publication des ouvrages de Latino Latini ; et il les fit précéder d’une Vie de l’auteur.

## Œuvres
- Notizia de’ vocaboli ecclesiastici con la dichiarazione delle ceremonie e origine delli riti sacri, etc., Messine, 1644, in-4° ; Rome 1650, 1669, 1677, in-fol. ; Bologne, 1682 ; Venise, 1675, 1703, 1717, in-4°. Cet ouvrage fut traduit en latin et imprimé deux fois en Allemagne ; mais Charles Magri, frère de notre auteur, mécontent de cette traduction, en fit une nouvelle et la publia sous ce titre : Hierolexicon sive sacrum dictionarium, Rome, 1677, in-fol. Cette version a été réimprimée, Venise ou Bologne, 1765, 2 vol. in-4°, augmentée de plus de huit mille mots. Ce lexique est fort estimé, et l’on y trouve une foule de détails curieux qu’on chercherait vainement dans les ouvrages du même genre.
- Antilogiæ seu contradictiones apparentes sacræ Scripturæ, etc., Paris, 1666, in-24. Ce traité a été souvent réimprimé en Italie ; mais la meilleure édition est celle de Paris, 1685, in-12, publiée par Jacques Lefèvre, archidiacre de Lisieux, qui l’augmenta de moitié[1] ; elle a reparu à la fin du tome 2 du Hierolexicon.
- Breve racconto del viaggio al monte Libano, Rome, 1655 ; Viterbe, 1664, in-4°. C’est le récit de la mission de Magri près du patriarche des maronites.
- Virtù del kafè bevenda introdotta nuovamente nell’Italia, con alcune osservazioni per conservar la sanità nella vecchiaja, Viterbe, 1665 avec des additions, Rome, 1671, in-4°.

Magri a laissé aussi quelques écrits moins importants dont on trouvera titres dans Niceron, t. 41, et dans la Bibliotheca volante de Cinelli.